# Szepligetella tomentosa
Szepligetella tomentosa är en stekelart som först beskrevs av Gyöö Viktor Szépligeti 1903.  Szepligetella tomentosa ingår i släktet Szepligetella och familjen hungersteklar. Inga underarter finns listade i Catalogue of Life.